# Ceparana
Ceparana è una frazione di 5 547 abitanti del comune di Bolano, in provincia della Spezia. È attraversata dalla strada statale 330 di Buonviaggio.

## Geografia fisica
Il territorio di Ceparana, la frazione più ampia e abitata del comune bolanese, è collocato in una piana alluvionale nei pressi della confluenza dei fiumi Vara e Magra, contraddistinto da un territorio tipicamente ligure con terrazzamenti per la coltivazione agricola e ampie distese di uliveti e boschi di castagni, lecci e olmi.

## Storia

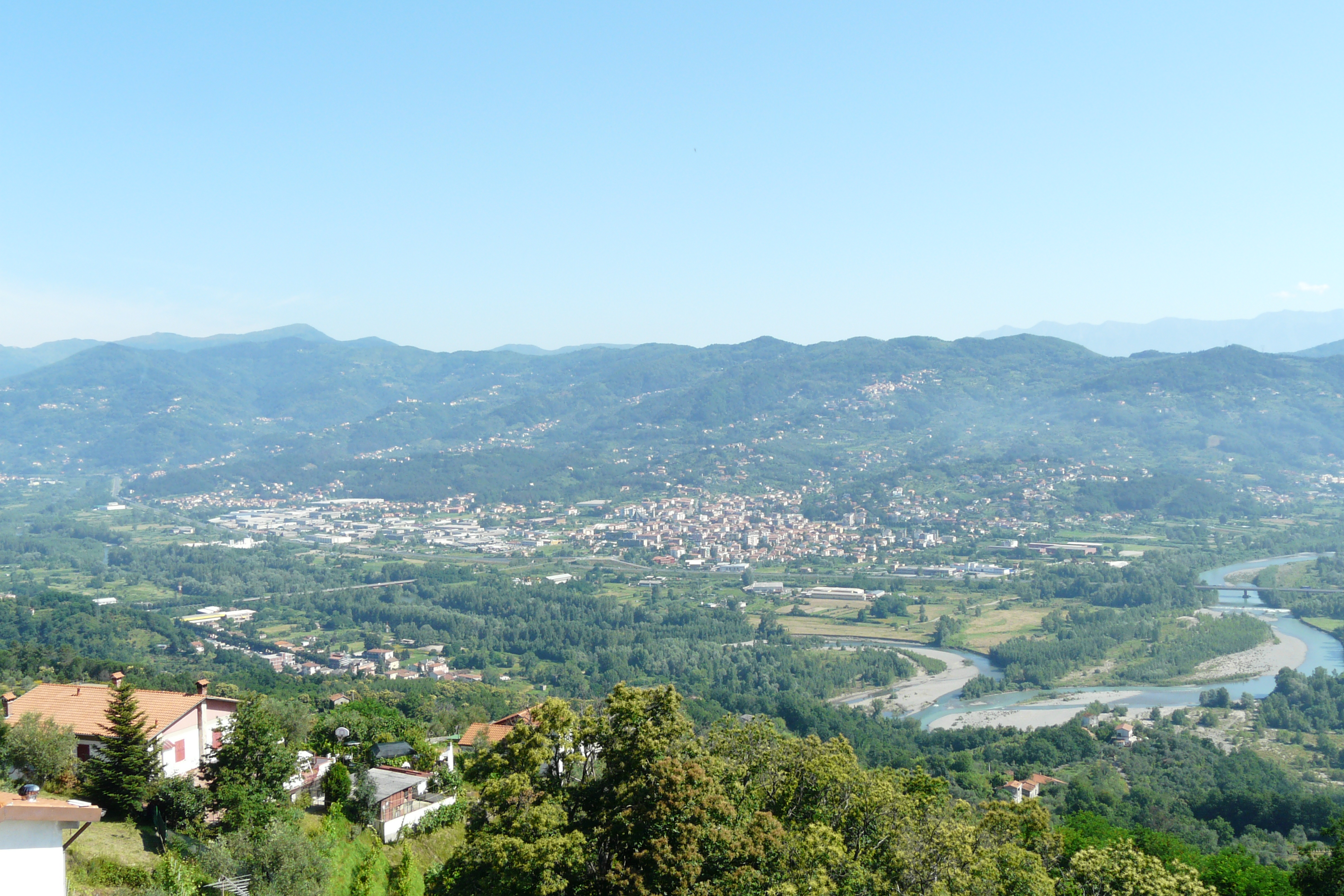
La piana di Ceparana da Vezzano Ligure

La sua piana fu certamente abitata fin dall'epoca romana, favorita dalle vicine vie di collegamento lungo le direttrici commerciali tra Liguria, Toscana ed Emilia. 
Proprio a Ceparana ha termine l'antica e storica Alta Via dei Monti Liguri, un percorso naturalistico lungo 442 km che partendo dall'estremo ponente ligure, Ventimiglia, si sviluppa sullo spartiacque delimitante il versante costiero ligure raggiungendo il settore levantino.
Possedimento dei vescovi di Luni, così come altre zone limitrofe dello spezzino e della Lunigiana, il luogo crebbe d'importanza con la fondazione del monastero intorno al VI secolo ad opera del vescovo lunense Venanzio. 
Il borgo, sorto intorno all'edificio religioso viene citato nel diploma imperiale di Ottone I di Sassonia, risalente al 963, ove si cita testualmente la proprietà della Cortem de Ceparana cum mercatu et castro ai vescovi lunensi. Nel documento si cita il castro di Ceparana, il castello, che molto probabilmente sorse nel X secolo nel sito del primitivo monastero di San Venanzio.
Il feudo rimase possedimento della diocesi di Luni fino al 1281 quando, come il capoluogo Bolano, rientrò nelle proprietà dei marchesi Malaspina che gestirono il territorio fino alla ribellione paesana, scoppiata nel 1526 a causa dei presunti soprusi perpetuati dai signori, che portarono al coinvolgimento della Repubblica di Genova e la conseguente dominazione di quest'ultima seguendone le sorti sino alla campagna napoleonica del XVIII secolo.
Con la nuova dominazione francese rientrò, come Bolano, dal 2 dicembre 1797 nel Dipartimento del Golfo di Venere, con capoluogo La Spezia, all'interno della Repubblica Ligure. Dal 28 aprile del 1798 con i nuovi ordinamenti francesi, il territorio bolanese rientrò nel II Cantone, con capoluogo Bolano, della Giurisdizione di Lunigiana. Annesso al Primo Impero francese, dal 1803 fu centro principale del I Cantone della Lunigiana nella Giurisdizione del Golfo di Venere e dal 13 giugno 1805 al 1814 inserito nel Dipartimento degli Appennini.
Nel 1815 venne inglobato nel Regno di Sardegna, così come stabilì il Congresso di Vienna del 1814 anche per gli altri comuni della repubblica ligure, e successivamente nel Regno d'Italia dal 1861. Dal 1859 al 1927 il territorio fu compreso nel V mandamento di Sarzana del Circondario di Levante facente parte della Provincia di Genova prima e, con l'istituzione nel 1923, della Provincia della Spezia poi.

## Monumenti e luoghi d'interesse

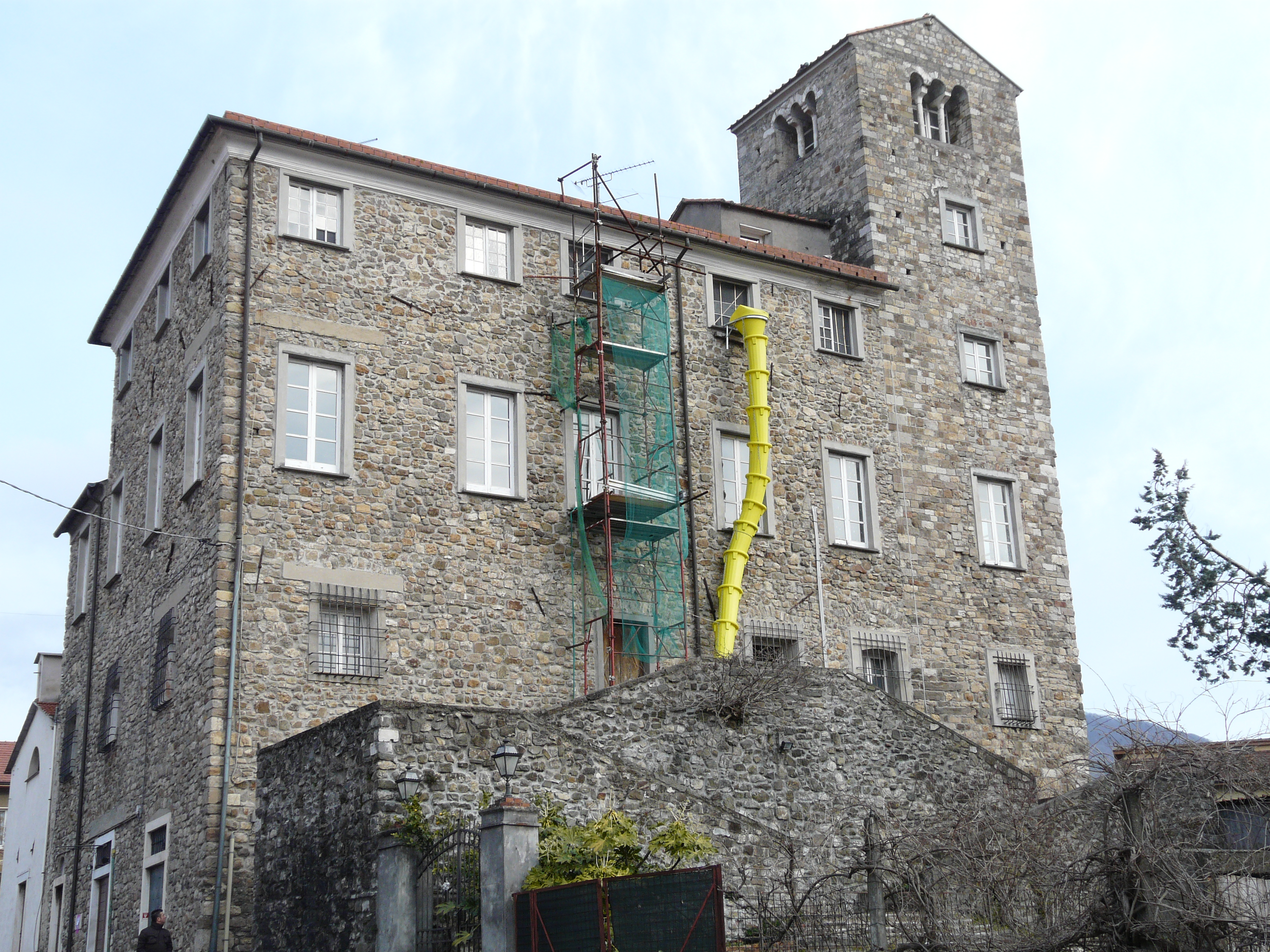
Il castello-palazzo Giustiniani

### Architetture religiose
- Chiesa parrocchiale della Santissima Annunziata. Questa architettura sacra si inserisce con tratti di originalità nel filone postmodernista. I lavori vennero iniziati alla fine degli anni settanta del XX secolo a fianco all'antica chiesa, la quale venne in parte demolita negli anni novanta. Si concluderanno definitivamente, insieme alla consacrazione dell'allora vescovo Bassano Staffieri, solo con l'inizio del Nuovo Millennio. Dell'antico edificio oggi rimane il campanile, restaurato nel 2014, e buona parte dell'arredo liturgico, che è possibile ammirare all'interno della chiesa nuova.
- Cappella gentilizia dei Giustiniani, attigua all'omonimo castello-palazzo, edificata nel corso del XVIII secolo e dedicata alla Santissima Annunziata; all'interno è conservata un'ancona in marmo ritraente l'Annunciazione.
- Monumento in memoria dei Caduti, opera dello scultore Enrico Carmassi.

### Architetture militari

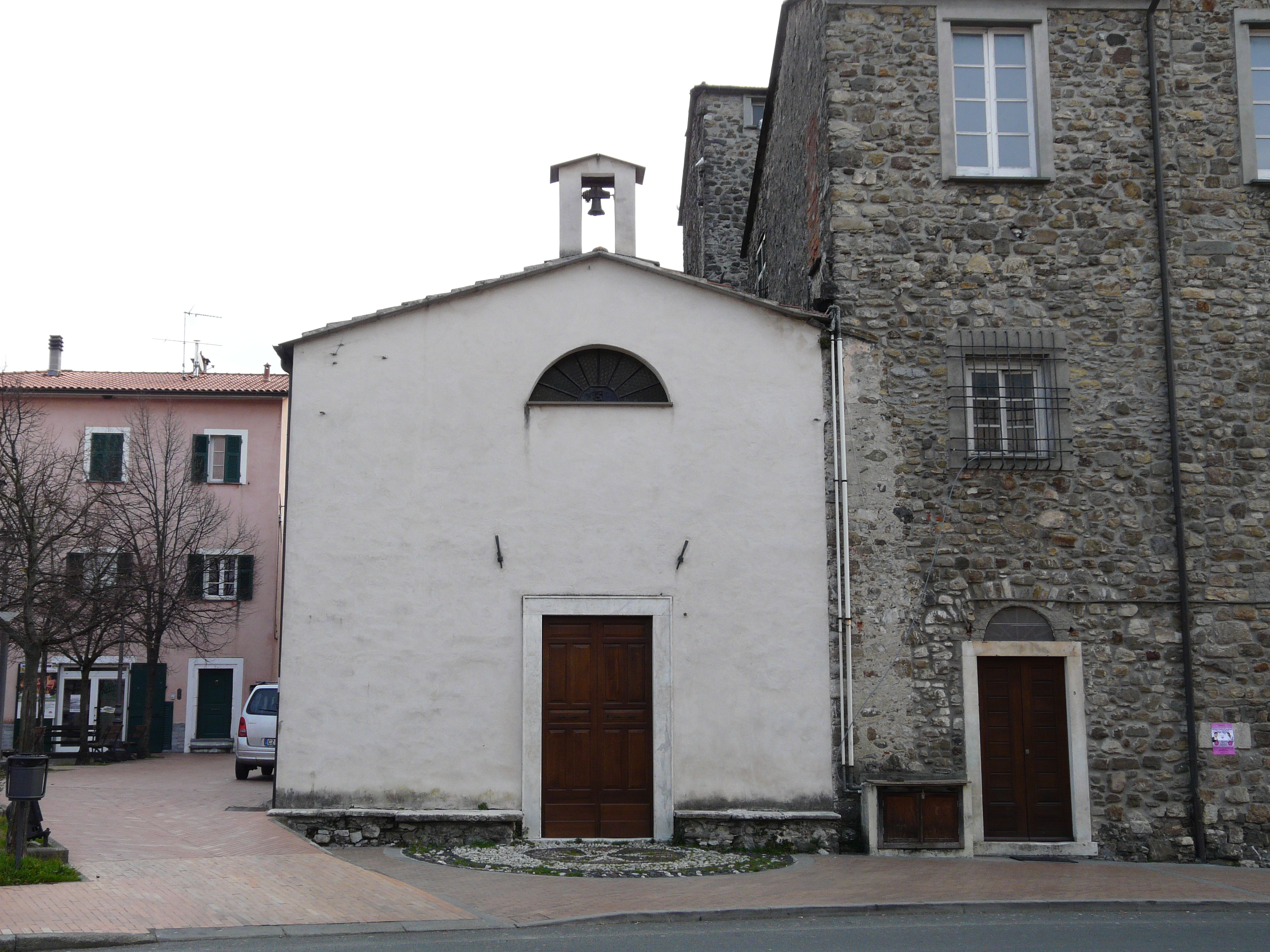
La cappella dei Giustiniani

- Castello o palazzo Giustiniani, presso l'abitato moderno di Ceparana, edificato sul sito dell'antico complesso monastico di San Venanzio, elementi rilevabili nel primo piano dell'odierna struttura. Citato nel diploma di Ottone I del 963, il sito fu ulteriormente fortificato nell'XI secolo ad opera dei vescovi di Luni, proprietari del borgo. La proprietà del palazzo passò dal 1717 alla famiglia Giustiniani che trasformarono l'edificio in residenza signorile. Dopo i lavori di restauro nel corso dei primi anni del XX secolo dell'abbazia rimane pressoché intatta la torre campanaria a quattro bifore. Il campanile era dotato di una grossa campana, chiamata localmente "la voce di Luni", prelevata dai francesi nella dominazione napoleonica e trasportata a Marsiglia dove fu ribattezzata "la campana della buona madre". Oggi l'edificio è di proprietà privata e destinata ad abitazioni e locanda.

## Sport

### Calcio
La principale squadra di calcio è l'A.S.D.C. Ceparana 2000 Calcio che milita in prima categoria.

### Pallavolo
La principale squadra di pallavolo è l'A. S. D. Futura.

## Strade
Ceparana è servita dalla Strada statale 330 di Buonviaggio e dal casello dell'autostrada A12.